# Ди, охотник на вампиров (серия романов)
«Ди, охотник на вампиров» (яп. 吸血鬼ハンターD бампаиа ханта: ди:, англ. Vampire Hunter D) — серия романов японского автора Хидэюки Кикути, публикующихся с 1983 года. Иллюстратором большинства книг серии выступил Ёситака Амано.
По мотивам «Охотника на вампиров» было снято несколько аниме, создана манга, выпущена радиопостановка, сборник рассказов, видеоигры и артбуки. Также в 2016 году издательством Stranger Comics на платформе Kickstarter был запущен сбор денег на издание комикса «Ди, Охотник на вампиров: Послание с Марса». По состоянию на март 2020 г. вышла первая глава. Данный комикс послужит приквелом к анимационному сериалу, который находится в разработке.

## Сюжет
Действие романов начинается в 12090 году на Земле, где много тысяч лет назад произошла ядерная катастрофа. Немногие выжившие люди долгие годы скрывались под землёй, но когда планета вновь стала пригодна для жизни, поднялись на поверхность и принялись заселять утраченный былой мир. Однако они сталкивались с тем, что отдельные местности не опустошены катаклизмом, а населены жуткими мутантами…
Шли столетия, и относительно скоро люди догнали по численности мутантов-барбароидов, а общественный строй потихоньку двигался к более высоким ступеням. И когда человечество достигло средневекового уровня развития, появились вампиры. Они провозгласили себя Аристократами и захватили власть, ведь люди не смогли оказать достойного сопротивления.
Аристократы использовали свою науку в сочетании с магией, чтобы восстановить мир по своему образу и подобию — почти все магические существа, демоны и чудовища были созданы искусственно. Некоторых из них вампиры могли контролировать, другие же стали опасны даже для создателей. Но несмотря на то, что технологии Аристократов были продвинуты и способны сделать заменитель крови, они всё ещё предпочитали питаться людьми. Так появилась цивилизация, где вампиры и люди сосуществовали в иллюзии мира, однако вампиры правили ночью и в любой момент могли насладиться вкусом человеческой крови.
Но общество, в конечном счете, стагнировало, когда вампирская технология усовершенствовала научное пророчество о том, что Аристократы обречены на падение.
Около семи или восьми тысяч лет вампиры-Аристократы правили миром. Они создали автоматизированные замки и города, главный из которых именовали Столицей, и климатические установки, регулирующие климат планеты. Вампиры плотно занимались наукой, многократно повысив уровень технического развития. Но в конце концов «Великое Восстание» опрокинуло режим вампиров. Те из них, кто не погиб в это смутное для бессмертных ночных созданий время, рассеялись на территории Фронтира и скрылись в созданных замках.
И вот планета, некогда едва не уничтоженная прекрасными, но жестокими Аристократами, древними демонами, мутантами и их технологическими творениями, медленно возвращается к подобию порядка и человеческого контроля — отчасти благодаря упадку расы вампиров, но в основном благодаря стараниям жителей Фронтира. Кроме того, беспорядочные атаки нелюдей и вампиров со временем создали среди людей особую профессию — Охотников, которая обычно специализируются на каком-либо одном виде нелюдей. Но сильнейшими из них считаются Охотники на вампиров, ведь их противники самые могущественные, умные и непредсказуемые.
Особенности:
- В отличие от вампиров из традиционных преданий, Аристократы обладают способностью к половому размножению, хотя их потомство навсегда перестаёт стареть после достижения физической зрелости, унаследовав бессмертие своего вампира-родителя.

## Основные персонажи

### Ди
Ди (яп. ディー ди:, также «Ｄ») — дампир, полукровка, «единственный успех».
Ди описывается как юноша 17-18 лет, наделённый невероятной красотой, которая завораживает женщин, а иногда и мужчин. Реальный возраст Ди неизвестен, хотя в романе «Бледный падший ангел», в части I и II, становится известно, что ему не менее 5000 лет. Отталкиваясь от этого и многих других намёков, его возраст находится где-то между 5000 до 10000 лет.
У Ди красивое, правильное лицо аристократического типа, бледная кожа и чёрные волосы, он высок и строен. Среди одежды неприметный тёмный костюм, широкополая шляпа, оберегающая его молочно-белое лицо от солнечных лучей, и длинное пальто.
Ди ездит на кибернетической лошади и всегда носит мистический синий кулон, который препятствует работе большинства автоматических защитных систем (таких как лазерные поля и маленькие ядерные бластеры), созданных Аристократией в прошлые тысячелетия, позволяя ему входить в их запечатанные замки. В романах и игре он также использует деревянные иглы как метательные снаряды. Основным оружием ему служит длинный меч, с лёгкостью рассекающий даже камень и сталь. Нет единого мнения является ли «меч» Ди мечом или нет.
Лицо Охотника почти всегда спокойно и невыразительно, голос тихий, ровный. Говорит Ди мало, бросая короткие фразы и лишь изредка снисходя до нормальной речи. Подлинные эмоции дампира проявляются лишь в том случае, когда вампирская часть его сущности преобладает над человеческой. Будучи полукровкой, Ди невосприимчив к распятиям и солнечному свету, хотя созданная вампирами временная ловушка, превращающая ночь в солнечный день, способна причинить ему сильную боль. При этом сила, скорость реакции, регенеративные способности Охотника развиты не хуже, чем у любого вампира. От них же унаследована жажда крови, периодически просыпающаяся в Ди, однако тот успешно подавляет в себе эти порывы. Невзирая на презрение и ненависть, испытываемые к нему людьми, он продолжает помогать им, и не только тогда, когда ему заплатили. Ди всегда верен своим обещаниям, кому бы они ни были даны.
О прошлом Ди и личностях его родителей известно очень мало, однако его врождённая сила указывает на то, что его отцом является чрезвычайно могущественный вампир. Некоторые Аристократы, видя Ди, говорят о его сходстве со своим прародителем-вампиром, Священным Предком, известным как граф Дракула, и о человеческой женщине, которую называют «Прекрасной Миной» (подразумевается, что это Мина Харкер). Так что предполагается, что Ди — сын самого Великого Прародителя всех вампиров (хотя прямых указаний на это нет), а его мать — «Прекрасная Мина». Анимационный фильм резко отличается от книги, из которой берёт свою историю. В «Демонической погоне» и будущих книгах автор не делает различий между Дракулой, королём вампиров, Священным предком и отцом Ди, предполагая, что они являются одним и тем же.
Дракула проводил странные эксперименты по скрещиванию с участием самого себя и бесчисленного числа человеческих женщин или даже других вампиров. Единственным успешным результатом экспериментов был Ди, который не хотел иметь ничего общего с отцом и желал его смерти. Он даже отказывается называться своим настоящим именем, вместо этого он сокращает его до первой буквы.
В книге «Рыцарь с двойной тенью» обнаруживается, что у Ди есть близнец, который остаётся неназванным. Близнец утверждает, что он и Ди родились от одной и той же женщины в одинаковых условиях.

### Левая рука
У Ди есть одна уникальная особенность: в его левой руке обитает паразит (яп. 左手 хидаритэ, «левая рука»), внешне проявляющийся в виде крохотного сморщенного лица, проступающего прямо на ладони. В книге не объясняется, что представляет собой это существо, откуда оно взялось и как его зовут. Оно обладает разумом, и хотя большую часть времени предпочитает молчать, иногда подаёт голос, являя собой как бы тёмную половину Охотника — подталкивает его к утолению кровавой жажды и низменных инстинктов. В определённых ситуациях паразит может приносить немалую пользу: он способен влиять на сознание людей, к которым прикасается изменённая рука дампира, поглощать различные мелкие объекты вроде стай хищных насекомых, а также преобразовывать в своей бездонной утробе четыре стихии и накачивать тело Ди полученной энергией — однажды по ходу повествования Охотник был таким образом воскрешён из мёртвых после удара осиновым колом в сердце.

### Дракула
Роль Дракулы в романах неоднозначна: он появляется и как проклятие, и как спаситель для изолированных городов, и как легендарный Бог-Прародитель для вампиров, многие из которых даже никогда не встречались с ним лично. В первом романе Ди цитирует слова Дракулы: «Мы — лишь временные гости в этом мире», — имея в виду Аристократию.
Дракула предстаёт и как законодатель, почитаемый за свой интеллект и проявляющий некоторый интерес к сохранению людей, и как безжалостный учёный (во втором романе), проводящий гибридные селекционные эксперименты с людьми, чтобы увековечить свой собственный вымирающий вид. Ди, по-видимому, встречался со своим предполагаемым отцом по крайней мере один раз, так как иногда он достигает места, где остаётся отпечаток власти Дракулы, и тогда вспоминает, что Дракула сказал ему: «Ты — мой единственный успех».
Как и Ди, Дракула изображается таинственным и красивым молодым странником, который имеет дело как с жизнью, так и со смертью. (Однако в английском дубляже аниме Ди утверждает, что Дракула уважал человечество и не питался невинными людьми).

## История публикаций
Начиная с 1983 года, Хидэюки Кикути написал 34 романа из этой серии. Сперва они выходили в издательстве Asahi Sonorama до закрытия компании в сентябре 2007 года, после чего выпуск романов взяла на себя Asahi Shimbun Publishing, издательское подразделение «Асахи симбун». С декабря 2007 по январь 2008 Asahi Shimbun выпустила новый тираж всего «Охотника на вампиров» под лейблом «Sonorama Selection».
11 мая 2005 года был выпущен перевод первого романа на английском языке под редакцией DH Press, перевод был выполнен Кевином Лихи. По состоянию на март 2020 года на английский язык было переведено 28 романов и ещё один готовился к изданию в апреле 2020 года.
В январе 2011 года Хидэюки Кикути опубликовал первый спин-офф во Вселенной Охотника на вампиров, серию приквелов под названием «Другой Охотник на вампиров: Аристократ Грейлансер» (vanンター ア アーーレレイランーー, vanpaia hantā / Anazā: Kizoku Gureiransā), иллюстрированную Аями Кодзимой, художником и дизайнером персонажей для серии видеоигр Castlevania. Сюжет происходит более чем за 5000 лет до описания приключений Охотника на вампиров Ди и фокусируется на расширении истории Аристократии, следуя за подвигами воина-вампира лорда Грейланкера.
В 2013 году компания Viz Media Haikasoru imprint выпустила первый официальный английский перевод серии приквелов под названием Noble V: Greylancer, переведенный Таками Ньедой, с обложкой, нарисованной Винсентом Чонгом.
Переводом и изданием романов в России занималось издательство «Азбука». Однако на русском вышло всего три романа серии: «Ди, Охотник на вампиров», «Вызывающий бури» и «Демоническая погоня», после чего издательство отказалось от продолжения серии.

## Книги
На данный момент издано 34 романа (по японской нумерации), из них переведено на английский язык 28.
Нумерация в американском издании (также используется в нумерации русских переводов, поскольку он осуществляется с английского языка):
1. Vampire Hunter D
2. Raiser of Gales
3. Demon Deathchase
4. Tale of the Dead Town
5. The Stuff of Dreams
6. Pilgrimage of the Sacred and the Profane
7. Mysterious Journey to the North Sea, Part One
8. Mysterious Journey to the North Sea, Part Two
9. The Rose Princess
10. Dark Nocturne
11. Pale Fallen Angel Parts One and Two
12. Pale Fallen Angel Parts 3 & 4
13. Twin-Shadowed Knight, Parts 1 & 2
14. Dark Road, Parts 1 & 2
15. Dark Road, Part 3
16. Tyrant’s Stars, Parts 1 & 2
17. Tyrant’s Stars Parts 3 & 4
18. Fortress of the Elder God
19. Mercenary Road
20. Scenes from an Unholy War
21. Record of the Blood Battle
22. White Devil Mountain
23. Iriya the Berserker
24. Throng of Heretics
25. Undead Island
26. 2Bedeviled Stagecoach
27. Nightmare Village
28. The Tiger in Winter
29. Noble front (выйдет в апреле 2020)

Оригинальная японская нумерация:
- Vampire Hunter 1: D — Vampire Hunter D
- Vampire Hunter 2: D — Raiser of Gales
- Vampire Hunter 3: D — Demon Deathchase
- Vampire Hunter 4: D — Tale of The Dead Town
- Vampire Hunter 5: D — The Stuff of Dreams
- Vampire Hunter 6: D — Pilgrimage of the Sacred and the Profane
- Vampire Hunter 7: D — Mysterious Journey to the North Sea
  - Vampire Hunter 7: D — Mysterious Journey to the North Sea (First Half)
  - Vampire Hunter 7: D — Mysterious Journey to the North Sea (Second Half)
- Vampire Hunter Supplemental Volume: D — Dark Nocturne
- Vampire Hunter 8: D — The Rose Princess
- Vampire Hunter 9: D — Pale Fallen Angel
  - Vampire Hunter 9: D — Pale Fallen Angel 1
  - Vampire Hunter 9: D — Pale Fallen Angel 2
  - Vampire Hunter 9: D — Pale Fallen Angel 3
  - Vampire Hunter 9: D — Pale Fallen Angel 4
- Vampire Hunter 10: D — Twin-Shadowed Knight
  - Vampire Hunter 10: D — Twin-Shadowed Knight 1
  - Vampire Hunter 10: D — Twin-Shadowed Knight 2
- Vampire Hunter 11: D — Dark Road
  - Vampire Hunter 11: D — Dark Road 2
  - Vampire Hunter 11: D — Dark Road 2
  - Vampire Hunter 11: D — Dark Road 3
- Vampire Hunter 12: D — Tyrant’s Stars
  - Vampire Hunter 12: D — Tyrant’s Stars 1
  - Vampire Hunter 12: D — Tyrant’s Stars 2
  - Vampire Hunter 12: D — Tyrant’s Stars 3
  - Vampire Hunter 12: D — Tyrant’s Stars 4
- Vampire Hunter 13: D — Fortress of the Elder God
- Vampire Hunter 14: D — Highway of the Enchanted Troops
- Vampire Hunter 15: D — Scenes From An Unholy War
- Vampire Hunter 16: D — Record of the Blood Battle
- Vampire Hunter 17: D — White Devil Mountain
  - Vampire Hunter 17: D — White Devil Mountain (First Half)
  - Vampire Hunter 17: D — White Devil Mountain (Second Half)
- Vampire Hunter 18: D — Iriya the Berserker
- Vampire Hunter 19: D — Throng of Heretics
- Vampire Hunter 20: D — Immortal Island
- Vampire Hunter 21: D — The Hellish Horse Carriage
- Vampire Hunter 22: D — Nightmare Village
- Vampire Hunter 23: D — The Royal Tiger of Winter
- Vampire Hunter 24: D — Battlefront of the Nobility
- Vampire Hunter 25: D — The Golden Demon
  - Vampire Hunter 25: D — The Golden Demon (First Half)
  - Vampire Hunter 25: D — The Golden Demon (Second Half)
- Vampire Hunter 26: D — Sylvia’s Road Home
- Vampire Hunter 27: D — Festival of the Nobility
- Vampire Hunter 28: D — Banquet in Purgatory
- Vampire Hunter 29: D- The Twisted Nobleman
- Vampire Hunter 30: D- The Wicked Beauty
- Vampire Hunter 31: D- Lost Legion of the Nobility
- Vampire Hunter 32: D- The Five Assassins
- Vampire Hunter 33: D- Cursed Demon Flight
- Vampire Hunter 34: D- Deadened City

## Короткие истории
- Vampire Hunter: D — Dark Nocturne
- Vampire Hunter: D — An Ode to Imagined Fall
- Vampire Hunter: D — Legend of the War Fiends
- Vampire Hunter: D — A Village in Fog
- Vampire Hunter: D — Armageddon
- Vampire Hunter: D — Portrait of Ixobel
- Vampire Hunter: D — The Wanderer’s Ship
- Vampire Hunter: D — Message from Cecile

## Спин-оффы
The Noble Greylancer
- Another Vampire Hunter: Noble V: Greylancer
- Another Vampire Hunter: Blood of a Hero

Vampire Hunter Gaiden
- Dhampir Hunting

## Адаптации

### Анимационный фильм 1985 г.
Основная статья: Ди: Охотник на вампиров (фильм 1985 г.)
«Ди, охотник на вампиров» остаётся культовой классикой среди англоязычных, и не только, зрителей. «Научно-фантастический роман о мрачном будущем», как сказали японские продюсеры, — это полнометражный аниме-фильм, продолжительностью 80 минут, созданный по сюжету произведения Хидэюки Кикути «Ди, охотник на вампиров». Дизайн главного персонажа и постер разработал Ёситака Амано.

### Аудио-драмы 1988—1990 г.
Асаши Сонорама создал драматические аудио-экранизации трёх романов в пяти частях:
1. Raiser of Gales «D» (январь 1988 г.) (книга, на которой он был основан, была опубликована в мае 1984 г.);
2. Демон Смерть (июнь 1988);
3. Таинственное путешествие к Северному морю I: В Северное море (март 1990 г.);
4. Таинственное путешествие к Северному морю II: Наконец-то лето (май 1990 г.);
5. Таинственное путешествие к Северному морю III: Когда зима снова наступает (июнь 1990 г.).

Большая часть голосов из оригинального OVA повторила свои роли. Первоначально выпущенный на кассете, в 2005 году он был переиздан в виде специального издания в пяти дисках Vampire Hunter D Audio Drama Box , включая небольшой дополнительный буклет с новым рассказом Кикути и «художественной тканью» иллюстраций Амано. В 2021—2022 годах Graphic Audio выпускает английскую версию.

### Игра 1999 г.
Основная статья: Vampire Hunter D (игра)
Видеоигра «Vampire Hunter D», основанная на фильме «Охотник на вампиров Ди: Жажда Крови», вышла на игровой консоли PlayStation. Это игра на выживание в жанрах ужасы и приключения. На протяжении всей игры можно видеть Ди под разными углами и пользоваться мечом. Также Ди может использовать магию, способности левой руки и предметы. История игры похожа на историю «Ди: Жажда Крови», но происходит полностью внутри замка, где Ди сражается со своими врагами. У игры есть 3 концовки, одна из которых похожа на концовку в аниме.

### Анимационный фильм 2000 г.
Основная статья: Охотник на вампиров Ди: Жажда крови
Ди: Жажда крови, в Японии просто Vampire Hunter D (яп. バンパイアハンターＤ бампаиа ханта: ди) — полнометражный аниме-фильм 2000 года производства США, Гонконг, Япония. Является свободным продолжением фильма «Ди: Охотник на вампиров». За основу сюжета взята третья книга серии об Охотнике на вампиров Ди — «Демоническая погоня», написанная Хидэюки Кикути в 1985 году. Дизайн был создан Ютакой Миновой.
В отличие от первого фильма, который был выпущен в 1985 году, этот фильм имеет рейтинг NC-16 в Сингапуре, M в Австралии, 15 в Великобритании, R13 в Новой Зеландии и R за насилие/кровопролитие в США (за исключением Blu-ray, релиз который прошёл без рейтинга).

### Манга-адаптация 2007 г.
Основная статья: Ди, Охотник на вампиров (манга)
Манга по одноимённой серии романов японского писателя Хидэюки Кикути, адаптированная Saiko Takaki (Сайко Такаки). В Японии выпускалась издательством Media Factory с ноября 2007 года, в Америке — издательством Digital Manga Publishing. В России манга лицензирована издательством «Азбука-классика».
Впервые манга была представлена на Anime Expo 2006, как проект сотрудничества между Хидэюки Кикути и Digital Manga Publishing. Кикути, у которого всегда были близкие отношения со своими поклонниками, лично выбрал художника Сайко Такаки в качестве иллюстратора.
Первый том был опубликован 14 ноября 2007 года, и впоследствии получил третье место в номинации «Лучшая новая сэйнэн-манга 2007 года» в опросе читателей About.com, и заняла пятое место в SPJA Industry Awards в категории «Лучшая манга в жанре экшен».
Изначально планировалась адаптация всего перечня романов об «Охотнике на вампиров» в форме манги. Тем не менее, в ноябре 2015 года DMP отменил издание серии. Последний, 8 том, представлен издателем KADOKAWA, и доступен для чтения только на английском языке и в цифровом виде через BookWalker.

### Серия комиксов 2016 г.
30 июня 2016 году издательством Stranger Comics на платформе Kickstarter был запущен сбор денег на издание комикса «Ди, Охотник на вампиров: Послание с Марса». Комикс является адаптацией рассказа «Сесиль» 2005 года, и выступает в качестве приквела к находящемуся в стадии разработки анимационному сериалу. Серия написана Брэндоном М. Истоном и проиллюстрирована Майклом Бруссардом, а визуальным развитием занимался Кристофер Ши.
Кампания достигла своей цели финансирования в 25 000 долларов США 1 июля 2016 года, а своей первоначальной цели в размере 50 000 долларов США ー 7 июля 2016 года. Кампания завершилась 9 августа 2016 года.
После выхода первого номера сериал был временно приостановлен из-за серьёзным проблем в семье Бруссарда, и был возобновлён в начале 2018 года с новыми художниками ー Райаном Бенджамином и Ричардом Френдом.

### Предстоящие мультсериалы
В июне 2015 года был анонсирован новый анимационный сериал под черновым названием Vampire Hunter D: Resurrection, создаваемый компаниями Unified Pictures и Digital Frontier. В производстве будут участвовать Курт Руэр и Скотт Маклин, а также режиссёр Еити Мори, и создатель серии Хидэюки Кикути, обеспечивающий редакционный контроль. Трансляция предполагается через крупную американскую кабельную сеть.
В феврале 2018 года было объявлено, что пилотный эпизод будет написан Брэндоном М. Истоном, автором серии комиксов «Послание с Марса».
В октябре 2018 года Брандон М. Истон дописал сценарий пилотного эпизода сериала. Проект называется Vampire Hunter D: The Series.
По состоянию на март 2020 года сериал находится в стадии разработки. Учитывая обилие материала, план состоит в том, чтобы выпустить семь сезонов, без повтора адаптации в первых двух фильмах.

### Другие проекты

#### Vampire Hunter D: American Wasteland
Серия комиксов Vampire Hunter D: American Wasteland по мотивам «Охотника на вампиров» готовилась к публикации в американском издательстве Devil's Due Publishing. О создании комикса было объявлено в июле 2008 года, конкретные детали не были обговорены. На фестивале Long Beach Comic Con 2009 года было заявлено об отмене проекта.
Сюжет должен был развиваться внутри вселенной «Охотника на вампиров» и придерживаться основной истории, но «с американским акцентом». В American Wasteland Ди должен был посетить берега США, землю, где обитает элита мира вампиров. Предполагаемым автором был Джимми Палмиотти.

## Отзывы
- Ди занимает 14 строчку в списке 25 лучших персонажей аниме по версии IGN.[15]